# Liste des planètes mineures non numérotées découvertes en juin 2018
Pour un article plus général, voir Liste des planètes mineures non numérotées découvertes en 2018.
Pour un article plus général, voir Liste des planètes mineures.
Cet article dresse la liste des planètes mineures (astéroïdes, centaures, objets transneptuniens et assimilés) non numérotées découvertes en juin 2018 dans l'ordre de leur découverte.
Au 15 janvier 2025, 661 077 des 1 434 993 planètes mineures répertoriées par le Centre des planètes mineures ne sont pas encore numérotées, soit 46,07 %.

## Rappel concernant la désignation provisoire
La désignation provisoire indique l'ordre de découverte de ces objets. En effet, cette désignation est composée de l'année de découverte (par exemple 2018) suivie de la quinzaine (demi-mois) de découverte (p.e. A = 1-15 janvier) puis de l'ordre de découverte dans cette quinzaine. Cet ordre est indiqué par une lettre et éventuellement un chiffre comme suit : A pour la première découverte, B pour la deuxième, ..., Z pour la 25e (le I n'est pas utilisé pour éviter la confusion avec 1), A1 pour la 26e, B1 pour la 27e, etc. , Z1 pour la 50e, A2 pour la 51e, B2 pour la 52e, etc. L'ordre de la numérotation ne suit donc pas l'ordre alphanumérique. 2018 AA1 suit ainsi 2018 AZ et précède 2018 AB1.

## Liste

### Du1erau 15 juin 2018
- 2018 LA
- 2018 LB
- 2018 LC
- 2018 LE
- 2018 LF
- 2018 LG
- 2018 LH
- 2018 LJ
- 2018 LK
- 2018 LL
- 2018 LM
- 2018 LN
- 2018 LR
- 2018 LS
- 2018 LT
- 2018 LU
- 2018 LW
- 2018 LX
- 2018 LY
- 2018 LZ
- 2018 LA1
- 2018 LB1
- 2018 LC1
- 2018 LD1
- 2018 LE1
- 2018 LF1
- 2018 LG1
- 2018 LH1
- 2018 LJ1
- 2018 LB2
- 2018 LC2
- 2018 LG2
- 2018 LH2
- 2018 LK2
- 2018 LL2
- 2018 LM2
- 2018 LN2
- 2018 LO2
- 2018 LP2
- 2018 LQ2
- 2018 LR2
- 2018 LS2
- 2018 LT2
- 2018 LU2
- 2018 LV2
- 2018 LX2
- 2018 LY2
- 2018 LZ2
- 2018 LB3
- 2018 LD3
- 2018 LE3
- 2018 LF3
- 2018 LH3
- 2018 LJ3
- 2018 LL3
- 2018 LM3
- 2018 LO3
- 2018 LP3
- 2018 LQ3
- 2018 LR3
- 2018 LS3
- 2018 LT3
- 2018 LU3
- 2018 LV3
- 2018 LW3
- 2018 LY3
- 2018 LA4
- 2018 LD4
- 2018 LE4
- 2018 LF4
- 2018 LG4
- 2018 LL4
- 2018 LN4
- 2018 LQ4
- 2018 LR4
- 2018 LS4
- 2018 LT4
- 2018 LU4
- 2018 LY4
- 2018 LZ4
- 2018 LA5
- 2018 LB5
- 2018 LD5
- 2018 LF5
- 2018 LH5
- 2018 LJ5
- 2018 LK5
- 2018 LL5
- 2018 LM5
- 2018 LN5
- 2018 LO5
- 2018 LP5
- 2018 LQ5
- 2018 LR5
- 2018 LS5
- 2018 LT5
- 2018 LU5
- 2018 LV5
- 2018 LW5
- 2018 LX5
- 2018 LY5
- 2018 LZ5
- 2018 LA6
- 2018 LB6
- 2018 LC6
- 2018 LD6
- 2018 LE6
- 2018 LG6
- 2018 LN6
- 2018 LO6
- 2018 LP6
- 2018 LQ6
- 2018 LR6
- 2018 LS6
- 2018 LT6
- 2018 LW6
- 2018 LY6
- 2018 LA7
- 2018 LC7
- 2018 LD7
- 2018 LG7
- 2018 LH7
- 2018 LL7
- 2018 LQ7
- 2018 LS7
- 2018 LW7
- 2018 LX7
- 2018 LZ7
- 2018 LA8
- 2018 LB8
- 2018 LC8
- 2018 LD8
- 2018 LE8
- 2018 LT8
- 2018 LB9
- 2018 LD9
- 2018 LF9
- 2018 LK9
- 2018 LO9
- 2018 LR9
- 2018 LV9
- 2018 LW9
- 2018 LX9
- 2018 LE10
- 2018 LL10
- 2018 LO10
- 2018 LP10
- 2018 LQ10
- 2018 LR10
- 2018 LU10
- 2018 LV10
- 2018 LW10
- 2018 LY10
- 2018 LZ10
- 2018 LD11
- 2018 LE11
- 2018 LF11
- 2018 LG11
- 2018 LK11
- 2018 LO11
- 2018 LQ11
- 2018 LR11
- 2018 LU11
- 2018 LX11
- 2018 LZ11
- 2018 LA12
- 2018 LB12
- 2018 LC12
- 2018 LD12
- 2018 LG12
- 2018 LK12
- 2018 LM12
- 2018 LO12
- 2018 LP12
- 2018 LS12
- 2018 LY12
- 2018 LZ12
- 2018 LA13
- 2018 LF13
- 2018 LG13
- 2018 LJ13
- 2018 LM13
- 2018 LP13
- 2018 LT13
- 2018 LU13
- 2018 LV13
- 2018 LW13
- 2018 LX13
- 2018 LZ13
- 2018 LD14
- 2018 LE14
- 2018 LH14
- 2018 LJ14
- 2018 LP14
- 2018 LZ14
- 2018 LA15
- 2018 LE15
- 2018 LG15
- 2018 LJ15
- 2018 LM15
- 2018 LO15
- 2018 LP15
- 2018 LQ15
- 2018 LR15
- 2018 LS15
- 2018 LT15
- 2018 LU15
- 2018 LV15
- 2018 LX15
- 2018 LY15
- 2018 LZ15
- 2018 LA16
- 2018 LB16
- 2018 LC16
- 2018 LD16
- 2018 LE16
- 2018 LF16
- 2018 LG16
- 2018 LH16
- 2018 LM16
- 2018 LN16
- 2018 LO16
- 2018 LQ16
- 2018 LS16
- 2018 LU16
- 2018 LV16
- 2018 LW16
- 2018 LX16
- 2018 LY16
- 2018 LZ16
- 2018 LA17
- 2018 LB17
- 2018 LC17
- 2018 LD17
- 2018 LE17
- 2018 LF17
- 2018 LG17
- 2018 LH17
- 2018 LJ17
- 2018 LK17
- 2018 LL17
- 2018 LM17
- 2018 LN17
- 2018 LO17
- 2018 LP17
- 2018 LR17
- 2018 LS17
- 2018 LT17
- 2018 LU17
- 2018 LV17
- 2018 LW17
- 2018 LX17
- 2018 LZ17
- 2018 LA18
- 2018 LB18
- 2018 LC18
- 2018 LD18
- 2018 LE18
- 2018 LF18
- 2018 LG18
- 2018 LH18
- 2018 LJ18
- 2018 LK18
- 2018 LM18
- 2018 LN18
- 2018 LO18
- 2018 LP18
- 2018 LQ18
- 2018 LR18
- 2018 LS18
- 2018 LT18
- 2018 LU18
- 2018 LV18
- 2018 LW18
- 2018 LX18
- 2018 LY18
- 2018 LZ18
- 2018 LA19
- 2018 LB19
- 2018 LC19
- 2018 LD19
- 2018 LE19
- 2018 LF19
- 2018 LG19
- 2018 LJ19
- 2018 LL19
- 2018 LN19
- 2018 LO19
- 2018 LP19
- 2018 LQ19
- 2018 LS19
- 2018 LT19
- 2018 LU19
- 2018 LV19
- 2018 LW19
- 2018 LX19
- 2018 LY19
- 2018 LZ19
- 2018 LA20
- 2018 LB20
- 2018 LC20
- 2018 LD20
- 2018 LE20
- 2018 LG20
- 2018 LH20
- 2018 LJ20
- 2018 LK20
- 2018 LL20
- 2018 LM20
- 2018 LN20
- 2018 LO20
- 2018 LP20
- 2018 LQ20
- 2018 LR20
- 2018 LS20
- 2018 LT20
- 2018 LU20
- 2018 LV20
- 2018 LW20
- 2018 LX20
- 2018 LY20
- 2018 LZ20
- 2018 LA21
- 2018 LB21
- 2018 LD21
- 2018 LE21
- 2018 LF21
- 2018 LG21
- 2018 LH21
- 2018 LJ21
- 2018 LK21
- 2018 LL21
- 2018 LP21
- 2018 LR21
- 2018 LS21
- 2018 LT21
- 2018 LU21
- 2018 LV21
- 2018 LW21
- 2018 LX21
- 2018 LY21
- 2018 LA22
- 2018 LB22
- 2018 LE22
- 2018 LJ22
- 2018 LK22
- 2018 LL22
- 2018 LM22
- 2018 LN22
- 2018 LP22
- 2018 LQ22
- 2018 LR22
- 2018 LS22
- 2018 LV22
- 2018 LW22
- 2018 LZ22
- 2018 LD23
- 2018 LE23
- 2018 LG23
- 2018 LH23
- 2018 LJ23
- 2018 LK23
- 2018 LL23
- 2018 LM23
- 2018 LN23
- 2018 LO23
- 2018 LQ23
- 2018 LS23
- 2018 LT23
- 2018 LV23
- 2018 LW23
- 2018 LX23
- 2018 LZ23
- 2018 LA24
- 2018 LB24
- 2018 LC24
- 2018 LE24
- 2018 LF24
- 2018 LG24
- 2018 LH24
- 2018 LM24
- 2018 LN24
- 2018 LO24
- 2018 LP24
- 2018 LS24
- 2018 LT24
- 2018 LU24
- 2018 LV24
- 2018 LW24
- 2018 LX24
- 2018 LA25
- 2018 LD25
- 2018 LE25
- 2018 LG25
- 2018 LH25
- 2018 LJ25
- 2018 LK25
- 2018 LL25
- 2018 LM25
- 2018 LN25
- 2018 LO25
- 2018 LP25
- 2018 LQ25
- 2018 LS25
- 2018 LU25
- 2018 LV25
- 2018 LX25
- 2018 LY25
- 2018 LZ25
- 2018 LA26
- 2018 LE26
- 2018 LG26
- 2018 LH26
- 2018 LJ26
- 2018 LL26
- 2018 LM26
- 2018 LN26
- 2018 LO26
- 2018 LQ26
- 2018 LR26
- 2018 LS26
- 2018 LT26
- 2018 LU26
- 2018 LV26
- 2018 LX26
- 2018 LY26
- 2018 LZ26
- 2018 LA27
- 2018 LB27
- 2018 LD27
- 2018 LE27
- 2018 LF27
- 2018 LG27
- 2018 LH27
- 2018 LJ27
- 2018 LL27
- 2018 LM27
- 2018 LN27
- 2018 LP27
- 2018 LQ27
- 2018 LR27
- 2018 LS27
- 2018 LT27
- 2018 LU27
- 2018 LV27
- 2018 LW27
- 2018 LX27
- 2018 LY27
- 2018 LZ27
- 2018 LA28
- 2018 LB28
- 2018 LC28
- 2018 LD28
- 2018 LE28
- 2018 LG28
- 2018 LH28
- 2018 LJ28
- 2018 LK28
- 2018 LL28
- 2018 LM28
- 2018 LO28
- 2018 LP28
- 2018 LQ28
- 2018 LR28
- 2018 LS28
- 2018 LU28
- 2018 LV28
- 2018 LW28
- 2018 LX28
- 2018 LY28
- 2018 LZ28
- 2018 LA29
- 2018 LB29
- 2018 LC29
- 2018 LF29
- 2018 LG29
- 2018 LH29
- 2018 LJ29
- 2018 LM29
- 2018 LO29
- 2018 LP29
- 2018 LQ29
- 2018 LR29
- 2018 LS29
- 2018 LT29
- 2018 LW29
- 2018 LX29
- 2018 LY29
- 2018 LZ29
- 2018 LA30
- 2018 LB30
- 2018 LE30
- 2018 LF30
- 2018 LG30
- 2018 LH30
- 2018 LK30
- 2018 LM30
- 2018 LO30
- 2018 LP30
- 2018 LQ30
- 2018 LR30
- 2018 LS30
- 2018 LT30
- 2018 LV30
- 2018 LW30
- 2018 LY30
- 2018 LA31
- 2018 LB31
- 2018 LC31
- 2018 LE31
- 2018 LH31
- 2018 LJ31
- 2018 LK31
- 2018 LL31
- 2018 LM31
- 2018 LN31
- 2018 LO31
- 2018 LP31
- 2018 LR31
- 2018 LU31
- 2018 LV31
- 2018 LW31
- 2018 LX31
- 2018 LY31
- 2018 LB32
- 2018 LC32
- 2018 LD32
- 2018 LF32
- 2018 LG32
- 2018 LH32
- 2018 LJ32
- 2018 LK32
- 2018 LL32
- 2018 LS32
- 2018 LU32
- 2018 LV32
- 2018 LX32
- 2018 LY32
- 2018 LZ32
- 2018 LA33
- 2018 LB33
- 2018 LC33
- 2018 LD33
- 2018 LE33
- 2018 LF33
- 2018 LG33
- 2018 LH33
- 2018 LJ33
- 2018 LK33
- 2018 LL33
- 2018 LM33
- 2018 LN33
- 2018 LO33
- 2018 LQ33
- 2018 LR33
- 2018 LS33
- 2018 LT33
- 2018 LU33
- 2018 LV33
- 2018 LW33
- 2018 LX33
- 2018 LY33
- 2018 LZ33
- 2018 LC34
- 2018 LD34
- 2018 LE34
- 2018 LF34
- 2018 LJ34
- 2018 LK34
- 2018 LL34
- 2018 LM34
- 2018 LN34
- 2018 LO34
- 2018 LR34
- 2018 LS34
- 2018 LT34
- 2018 LU34
- 2018 LV34
- 2018 LW34
- 2018 LX34
- 2018 LY34
- 2018 LZ34
- 2018 LA35
- 2018 LB35
- 2018 LC35
- 2018 LD35
- 2018 LE35
- 2018 LF35
- 2018 LH35
- 2018 LJ35
- 2018 LL35
- 2018 LN35
- 2018 LO35
- 2018 LP35
- 2018 LR35
- 2018 LS35
- 2018 LT35
- 2018 LV35
- 2018 LW35
- 2018 LX35
- 2018 LY35
- 2018 LZ35
- 2018 LA36
- 2018 LC36
- 2018 LE36
- 2018 LF36
- 2018 LG36
- 2018 LH36
- 2018 LJ36
- 2018 LK36
- 2018 LL36
- 2018 LM36
- 2018 LN36
- 2018 LO36
- 2018 LP36
- 2018 LQ36
- 2018 LR36
- 2018 LS36
- 2018 LT36
- 2018 LU36
- 2018 LV36
- 2018 LW36
- 2018 LX36
- 2018 LY36
- 2018 LB37
- 2018 LD37
- 2018 LE37
- 2018 LF37
- 2018 LG37
- 2018 LH37
- 2018 LJ37
- 2018 LK37
- 2018 LL37
- 2018 LN37
- 2018 LO37
- 2018 LP37
- 2018 LQ37
- 2018 LR37
- 2018 LS37
- 2018 LT37
- 2018 LU37
- 2018 LV37
- 2018 LW37
- 2018 LX37
- 2018 LY37
- 2018 LZ37
- 2018 LA38
- 2018 LB38
- 2018 LC38
- 2018 LD38
- 2018 LE38
- 2018 LF38
- 2018 LG38
- 2018 LH38
- 2018 LJ38
- 2018 LK38
- 2018 LL38
- 2018 LM38
- 2018 LN38
- 2018 LO38
- 2018 LQ38
- 2018 LR38
- 2018 LS38
- 2018 LT38
- 2018 LU38
- 2018 LV38
- 2018 LX38
- 2018 LY38
- 2018 LZ38
- 2018 LA39
- 2018 LB39
- 2018 LC39
- 2018 LE39
- 2018 LF39
- 2018 LG39
- 2018 LH39
- 2018 LJ39
- 2018 LK39
- 2018 LL39
- 2018 LM39
- 2018 LN39
- 2018 LP39
- 2018 LQ39
- 2018 LS39
- 2018 LT39
- 2018 LV39
- 2018 LW39
- 2018 LY39
- 2018 LZ39
- 2018 LA40
- 2018 LB40
- 2018 LC40
- 2018 LF40
- 2018 LG40
- 2018 LJ40
- 2018 LK40
- 2018 LL40
- 2018 LM40
- 2018 LN40
- 2018 LO40
- 2018 LP40
- 2018 LQ40
- 2018 LR40
- 2018 LS40
- 2018 LT40
- 2018 LU40
- 2018 LV40
- 2018 LW40
- 2018 LX40
- 2018 LY40
- 2018 LA41
- 2018 LB41
- 2018 LC41
- 2018 LD41
- 2018 LE41
- 2018 LG41
- 2018 LH41
- 2018 LJ41
- 2018 LK41
- 2018 LL41
- 2018 LN41
- 2018 LO41
- 2018 LP41
- 2018 LQ41
- 2018 LR41
- 2018 LS41
- 2018 LT41
- 2018 LU41
- 2018 LV41
- 2018 LW41
- 2018 LX41
- 2018 LY41
- 2018 LZ41
- 2018 LA42
- 2018 LB42
- 2018 LC42
- 2018 LD42
- 2018 LE42
- 2018 LF42
- 2018 LG42
- 2018 LH42
- 2018 LJ42
- 2018 LK42
- 2018 LL42
- 2018 LM42
- 2018 LN42
- 2018 LO42
- 2018 LP42
- 2018 LQ42
- 2018 LR42
- 2018 LS42
- 2018 LT42
- 2018 LU42
- 2018 LV42
- 2018 LW42
- 2018 LX42
- 2018 LY42
- 2018 LZ42
- 2018 LA43
- 2018 LB43
- 2018 LC43
- 2018 LD43
- 2018 LE43
- 2018 LF43
- 2018 LG43
- 2018 LH43
- 2018 LJ43
- 2018 LK43
- 2018 LL43
- 2018 LM43
- 2018 LN43
- 2018 LO43
- 2018 LP43
- 2018 LQ43
- 2018 LR43
- 2018 LS43
- 2018 LT43
- 2018 LU43
- 2018 LV43
- 2018 LW43
- 2018 LX43
- 2018 LY43
- 2018 LZ43
- 2018 LA44
- 2018 LB44
- 2018 LC44
- 2018 LD44
- 2018 LE44
- 2018 LF44
- 2018 LG44
- 2018 LH44
- 2018 LJ44
- 2018 LK44
- 2018 LM44
- 2018 LN44
- 2018 LP44
- 2018 LQ44
- 2018 LR44
- 2018 LS44
- 2018 LT44
- 2018 LU44
- 2018 LV44
- 2018 LW44
- 2018 LX44
- 2018 LY44
- 2018 LZ44
- 2018 LA45
- 2018 LB45
- 2018 LC45
- 2018 LD45
- 2018 LE45
- 2018 LF45
- 2018 LG45
- 2018 LH45
- 2018 LJ45
- 2018 LK45
- 2018 LL45
- 2018 LM45
- 2018 LN45
- 2018 LO45
- 2018 LP45
- 2018 LQ45
- 2018 LR45
- 2018 LS45
- 2018 LT45
- 2018 LU45
- 2018 LV45
- 2018 LW45
- 2018 LX45
- 2018 LY45
- 2018 LZ45
- 2018 LA46
- 2018 LB46
- 2018 LC46
- 2018 LD46
- 2018 LE46
- 2018 LF46
- 2018 LG46
- 2018 LH46
- 2018 LJ46
- 2018 LK46
- 2018 LL46
- 2018 LM46
- 2018 LN46
- 2018 LO46
- 2018 LP46
- 2018 LQ46
- 2018 LR46
- 2018 LS46
- 2018 LT46
- 2018 LU46
- 2018 LV46
- 2018 LX46
- 2018 LY46
- 2018 LZ46
- 2018 LA47
- 2018 LB47
- 2018 LC47
- 2018 LD47
- 2018 LE47
- 2018 LF47
- 2018 LG47
- 2018 LH47
- 2018 LJ47
- 2018 LK47
- 2018 LL47
- 2018 LM47
- 2018 LN47
- 2018 LO47
- 2018 LP47
- 2018 LQ47
- 2018 LR47
- 2018 LS47
- 2018 LT47
- 2018 LU47
- 2018 LV47
- 2018 LW47
- 2018 LX47
- 2018 LY47
- 2018 LZ47
- 2018 LA48
- 2018 LB48
- 2018 LC48
- 2018 LD48
- 2018 LE48
- 2018 LF48
- 2018 LG48
- 2018 LH48
- 2018 LJ48
- 2018 LK48
- 2018 LL48
- 2018 LM48
- 2018 LN48
- 2018 LO48
- 2018 LP48
- 2018 LQ48
- 2018 LS48
- 2018 LT48
- 2018 LU48
- 2018 LV48
- 2018 LW48
- 2018 LX48
- 2018 LA49
- 2018 LB49
- 2018 LC49
- 2018 LD49
- 2018 LE49
- 2018 LF49
- 2018 LG49
- 2018 LH49
- 2018 LJ49
- 2018 LK49
- 2018 LL49
- 2018 LM49
- 2018 LN49
- 2018 LO49
- 2018 LP49
- 2018 LQ49
- 2018 LR49
- 2018 LS49
- 2018 LT49
- 2018 LU49
- 2018 LV49
- 2018 LW49
- 2018 LX49
- 2018 LY49
- 2018 LZ49
- 2018 LA50
- 2018 LB50
- 2018 LC50
- 2018 LD50
- 2018 LE50
- 2018 LF50
- 2018 LG50
- 2018 LH50
- 2018 LJ50
- 2018 LK50
- 2018 LL50
- 2018 LM50
- 2018 LN50
- 2018 LO50
- 2018 LP50
- 2018 LQ50
- 2018 LR50
- 2018 LS50
- 2018 LT50
- 2018 LU50
- 2018 LV50
- 2018 LW50
- 2018 LX50
- 2018 LY50
- 2018 LZ50
- 2018 LA51
- 2018 LB51
- 2018 LC51
- 2018 LD51
- 2018 LE51
- 2018 LF51
- 2018 LG51
- 2018 LH51
- 2018 LJ51
- 2018 LK51
- 2018 LL51
- 2018 LM51
- 2018 LN51
- 2018 LO51
- 2018 LP51
- 2018 LQ51
- 2018 LR51
- 2018 LS51
- 2018 LT51
- 2018 LU51
- 2018 LV51
- 2018 LW51
- 2018 LX51
- 2018 LY51
- 2018 LZ51
- 2018 LA52
- 2018 LB52
- 2018 LC52
- 2018 LD52
- 2018 LE52
- 2018 LG52
- 2018 LH52
- 2018 LJ52
- 2018 LK52
- 2018 LL52
- 2018 LM52
- 2018 LN52
- 2018 LP52
- 2018 LR52
- 2018 LS52
- 2018 LT52
- 2018 LU52
- 2018 LV52
- 2018 LW52
- 2018 LX52
- 2018 LY52
- 2018 LZ52
- 2018 LA53
- 2018 LC53
- 2018 LD53
- 2018 LE53
- 2018 LF53
- 2018 LG53
- 2018 LH53
- 2018 LJ53
- 2018 LK53
- 2018 LL53
- 2018 LM53
- 2018 LN53
- 2018 LO53
- 2018 LP53
- 2018 LQ53
- 2018 LR53
- 2018 LS53
- 2018 LT53
- 2018 LU53
- 2018 LV53
- 2018 LW53
- 2018 LX53
- 2018 LY53
- 2018 LZ53
- 2018 LA54
- 2018 LC54
- 2018 LD54
- 2018 LE54
- 2018 LF54
- 2018 LH54
- 2018 LJ54
- 2018 LK54
- 2018 LL54
- 2018 LM54
- 2018 LO54
- 2018 LP54
- 2018 LQ54
- 2018 LR54
- 2018 LS54
- 2018 LT54
- 2018 LU54
- 2018 LV54
- 2018 LW54
- 2018 LX54
- 2018 LY54
- 2018 LZ54
- 2018 LA55
- 2018 LB55
- 2018 LC55
- 2018 LD55
- 2018 LE55
- 2018 LF55
- 2018 LG55
- 2018 LH55
- 2018 LK55
- 2018 LL55
- 2018 LM55
- 2018 LN55
- 2018 LP55
- 2018 LQ55
- 2018 LR55
- 2018 LS55
- 2018 LT55
- 2018 LU55
- 2018 LV55
- 2018 LW55
- 2018 LX55
- 2018 LY55
- 2018 LZ55
- 2018 LB56
- 2018 LC56
- 2018 LD56
- 2018 LE56
- 2018 LF56
- 2018 LG56
- 2018 LH56
- 2018 LJ56
- 2018 LK56
- 2018 LL56
- 2018 LM56
- 2018 LN56
- 2018 LO56
- 2018 LP56
- 2018 LQ56
- 2018 LR56
- 2018 LS56
- 2018 LT56
- 2018 LU56
- 2018 LV56
- 2018 LW56
- 2018 LX56
- 2018 LY56
- 2018 LZ56
- 2018 LA57
- 2018 LB57
- 2018 LC57
- 2018 LD57
- 2018 LE57
- 2018 LF57
- 2018 LG57
- 2018 LH57
- 2018 LJ57
- 2018 LK57
- 2018 LL57
- 2018 LM57
- 2018 LN57
- 2018 LO57
- 2018 LP57
- 2018 LQ57
- 2018 LR57
- 2018 LS57
- 2018 LT57
- 2018 LU57
- 2018 LV57
- 2018 LW57
- 2018 LX57
- 2018 LY57
- 2018 LZ57
- 2018 LA58
- 2018 LB58
- 2018 LC58
- 2018 LD58
- 2018 LE58
- 2018 LF58
- 2018 LG58
- 2018 LH58
- 2018 LJ58
- 2018 LK58
- 2018 LL58
- 2018 LM58
- 2018 LN58
- 2018 LO58
- 2018 LP58
- 2018 LQ58
- 2018 LR58
- 2018 LS58
- 2018 LT58
- 2018 LU58
- 2018 LV58
- 2018 LW58
- 2018 LX58
- 2018 LY58
- 2018 LZ58
- 2018 LA59
- 2018 LB59
- 2018 LC59
- 2018 LD59
- 2018 LE59
- 2018 LF59
- 2018 LG59
- 2018 LH59
- 2018 LJ59
- 2018 LK59
- 2018 LL59
- 2018 LM59
- 2018 LN59
- 2018 LO59
- 2018 LP59
- 2018 LQ59
- 2018 LR59
- 2018 LS59
- 2018 LT59
- 2018 LU59
- 2018 LV59
- 2018 LW59
- 2018 LX59
- 2018 LY59
- 2018 LZ59
- 2018 LA60
- 2018 LB60
- 2018 LC60
- 2018 LD60
- 2018 LF60
- 2018 LG60
- 2018 LH60
- 2018 LJ60
- 2018 LK60
- 2018 LM60
- 2018 LN60
- 2018 LO60
- 2018 LS60
- 2018 LT60
- 2018 LU60
- 2018 LV60
- 2018 LW60
- 2018 LX60
- 2018 LY60
- 2018 LZ60
- 2018 LA61
- 2018 LB61
- 2018 LC61
- 2018 LD61
- 2018 LE61
- 2018 LF61
- 2018 LG61
- 2018 LH61
- 2018 LJ61
- 2018 LL61
- 2018 LM61
- 2018 LN61
- 2018 LO61
- 2018 LP61
- 2018 LQ61
- 2018 LR61
- 2018 LS61
- 2018 LT61
- 2018 LU61
- 2018 LV61
- 2018 LW61
- 2018 LX61
- 2018 LY61
- 2018 LZ61
- 2018 LA62

### Du 16 au 30 juin 2018
- 2018 MA
- 2018 MC
- 2018 MD
- 2018 MF
- 2018 MG
- 2018 MH
- 2018 MJ
- 2018 MK
- 2018 MM
- 2018 MP
- 2018 MT
- 2018 MZ
- 2018 ME1
- 2018 MF1
- 2018 MO1
- 2018 MP1
- 2018 MS1
- 2018 MV1
- 2018 MW1
- 2018 MX1
- 2018 MC2
- 2018 MD2
- 2018 ME2
- 2018 MG2
- 2018 ML2
- 2018 MP2
- 2018 MQ2
- 2018 MU2
- 2018 MV2
- 2018 MY2
- 2018 MZ2
- 2018 MC3
- 2018 MF3
- 2018 MG3
- 2018 MJ3
- 2018 MK3
- 2018 MM3
- 2018 MR3
- 2018 MV3
- 2018 MY3
- 2018 MB4
- 2018 ME4
- 2018 MG4
- 2018 MJ4
- 2018 MR4
- 2018 MS4
- 2018 MU4
- 2018 MV4
- 2018 MW4
- 2018 MX4
- 2018 MY4
- 2018 MZ4
- 2018 MA5
- 2018 MB5
- 2018 MC5
- 2018 ME5
- 2018 MF5
- 2018 MG5
- 2018 MH5
- 2018 MJ5
- 2018 MK5
- 2018 ML5
- 2018 MM5
- 2018 MN5
- 2018 MO5
- 2018 MP5
- 2018 MQ5
- 2018 MR5
- 2018 MV5
- 2018 MX5
- 2018 MC6
- 2018 ME6
- 2018 MN6
- 2018 MO6
- 2018 MQ6
- 2018 MR6
- 2018 MS6
- 2018 MT6
- 2018 MU6
- 2018 MV6
- 2018 MW6
- 2018 MX6
- 2018 MY6
- 2018 MA7
- 2018 MB7
- 2018 MC7
- 2018 MD7
- 2018 ME7
- 2018 MG7
- 2018 MH7
- 2018 MJ7
- 2018 MK7
- 2018 MM7
- 2018 MP7
- 2018 MR7
- 2018 MF8
- 2018 MJ8
- 2018 MK8
- 2018 ML8
- 2018 MM8
- 2018 MN8
- 2018 MO8
- 2018 MP8
- 2018 MQ8
- 2018 MR8
- 2018 MS8
- 2018 MV8
- 2018 MW8
- 2018 MX8
- 2018 MY8
- 2018 MZ8
- 2018 MA9
- 2018 MB9
- 2018 MC9
- 2018 MD9
- 2018 ME9
- 2018 MF9
- 2018 MG9
- 2018 MH9
- 2018 MK9
- 2018 ML9
- 2018 MM9
- 2018 MN9
- 2018 MO9
- 2018 MQ9
- 2018 MR9
- 2018 MS9
- 2018 MU9
- 2018 MW9
- 2018 MX9
- 2018 MY9
- 2018 MZ9
- 2018 MA10
- 2018 MB10
- 2018 MC10
- 2018 ME10
- 2018 MF10
- 2018 MG10
- 2018 MH10
- 2018 MJ10
- 2018 MK10
- 2018 MM10
- 2018 MN10
- 2018 MO10
- 2018 MP10
- 2018 MR10
- 2018 MS10
- 2018 MT10
- 2018 MU10
- 2018 MV10
- 2018 MW10
- 2018 MX10
- 2018 MY10
- 2018 MZ10
- 2018 MA11
- 2018 MB11
- 2018 MC11
- 2018 MD11
- 2018 ME11
- 2018 MF11
- 2018 MG11
- 2018 MH11
- 2018 MJ11
- 2018 ML11
- 2018 MM11
- 2018 MN11
- 2018 MO11
- 2018 MP11
- 2018 MR11
- 2018 MS11
- 2018 MT11
- 2018 MV11
- 2018 MW11
- 2018 MX11
- 2018 MY11
- 2018 MB12
- 2018 MC12
- 2018 MD12
- 2018 ME12
- 2018 MF12
- 2018 MG12
- 2018 MH12
- 2018 MJ12
- 2018 MK12
- 2018 ML12
- 2018 MM12
- 2018 MN12
- 2018 MP12
- 2018 MQ12
- 2018 MS12
- 2018 MT12
- 2018 MU12
- 2018 MV12
- 2018 MW12
- 2018 MX12
- 2018 MY12
- 2018 MZ12
- 2018 MB13
- 2018 MC13
- 2018 MD13
- 2018 ME13
- 2018 MF13
- 2018 MG13
- 2018 MH13
- 2018 MJ13
- 2018 MK13
- 2018 ML13
- 2018 MN13
- 2018 MO13
- 2018 MP13
- 2018 MQ13
- 2018 MR13
- 2018 MS13
- 2018 MT13
- 2018 MU13
- 2018 MV13
- 2018 MW13
- 2018 MX13
- 2018 MY13
- 2018 MZ13
- 2018 MA14
- 2018 MB14
- 2018 MG14
- 2018 MH14
- 2018 MJ14
- 2018 ML14
- 2018 MN14
- 2018 MO14
- 2018 MP14
- 2018 MR14
- 2018 MS14
- 2018 MU14
- 2018 MV14
- 2018 MX14
- 2018 MB15
- 2018 MC15
- 2018 MD15
- 2018 ME15
- 2018 MF15
- 2018 MG15
- 2018 MH15
- 2018 MJ15
- 2018 MK15
- 2018 ML15
- 2018 MM15
- 2018 MN15
- 2018 MO15
- 2018 MQ15
- 2018 MR15
- 2018 MW15
- 2018 MY15
- 2018 MA16
- 2018 MB16
- 2018 MC16
- 2018 MD16
- 2018 ME16
- 2018 MF16
- 2018 MG16
- 2018 MH16
- 2018 MJ16
- 2018 MK16
- 2018 ML16
- 2018 MM16
- 2018 MN16
- 2018 MO16
- 2018 MP16
- 2018 MQ16
- 2018 MR16
- 2018 MS16
- 2018 MT16
- 2018 MU16
- 2018 MV16
- 2018 MW16
- 2018 MY16
- 2018 MZ16
- 2018 MA17
- 2018 MC17
- 2018 MD17
- 2018 ME17
- 2018 MF17
- 2018 MH17
- 2018 MJ17
- 2018 MK17
- 2018 ML17
- 2018 MM17
- 2018 MS17
- 2018 MV17
- 2018 MW17
- 2018 MX17
- 2018 MY17
- 2018 MZ17
- 2018 MB18
- 2018 MD18
- 2018 ME18
- 2018 MF18
- 2018 MG18
- 2018 MK18
- 2018 ML18
- 2018 MM18
- 2018 MR18
- 2018 MU18
- 2018 MV18
- 2018 MW18
- 2018 MX18
- 2018 MY18
- 2018 MZ18
- 2018 MA19
- 2018 MB19
- 2018 MC19
- 2018 MD19
- 2018 ME19
- 2018 MG19
- 2018 MH19
- 2018 MJ19
- 2018 MK19
- 2018 ML19
- 2018 MN19
- 2018 MO19
- 2018 MP19
- 2018 MQ19
- 2018 MR19
- 2018 MS19
- 2018 MT19
- 2018 MU19
- 2018 MV19
- 2018 MW19
- 2018 MX19
- 2018 MY19
- 2018 MZ19
- 2018 MA20
- 2018 MB20
- 2018 MC20
- 2018 MD20
- 2018 ME20
- 2018 MF20
- 2018 MH20
- 2018 ML20
- 2018 MN20
- 2018 MO20
- 2018 MP20
- 2018 MQ20
- 2018 MR20
- 2018 MS20
- 2018 MU20
- 2018 MW20
- 2018 MY20
- 2018 MZ20
- 2018 MA21
- 2018 MB21
- 2018 MC21
- 2018 ME21
- 2018 MF21
- 2018 MG21
- 2018 MJ21
- 2018 ML21
- 2018 MM21
- 2018 MQ21
- 2018 MR21
- 2018 MS21
- 2018 MT21
- 2018 MU21
- 2018 MV21
- 2018 MW21
- 2018 MX21
- 2018 MY21
- 2018 MA22
- 2018 MB22
- 2018 MC22
- 2018 MD22
- 2018 ME22
- 2018 MF22
- 2018 MG22
- 2018 MH22
- 2018 MJ22
- 2018 MK22
- 2018 ML22
- 2018 MM22
- 2018 MN22
- 2018 MQ22
- 2018 MR22
- 2018 MS22
- 2018 MT22
- 2018 MU22
- 2018 MV22
- 2018 MW22
- 2018 MY22
- 2018 MA23
- 2018 MB23
- 2018 MD23
- 2018 MF23
- 2018 MG23
- 2018 MH23
- 2018 MK23
- 2018 ML23
- 2018 MM23
- 2018 MN23
- 2018 MP23
- 2018 MQ23
- 2018 MS23
- 2018 MU23
- 2018 MX23
- 2018 MY23
- 2018 MZ23
- 2018 MA24
- 2018 MB24
- 2018 MC24
- 2018 MD24
- 2018 ME24
- 2018 MF24
- 2018 MH24
- 2018 MJ24
- 2018 MK24
- 2018 ML24
- 2018 MM24
- 2018 MO24
- 2018 MP24
- 2018 MQ24
- 2018 MR24
- 2018 MS24
- 2018 MU24
- 2018 MW24
- 2018 MX24
- 2018 MY24
- 2018 MD25
- 2018 MF25
- 2018 MG25
- 2018 MH25
- 2018 MJ25
- 2018 MK25
- 2018 ML25
- 2018 MM25
- 2018 MN25
- 2018 MO25
- 2018 MP25
- 2018 MQ25
- 2018 MR25
- 2018 MS25
- 2018 MT25
- 2018 MU25
- 2018 MV25
- 2018 MW25
- 2018 MX25
- 2018 MY25
- 2018 MZ25
- 2018 MA26
- 2018 MB26
- 2018 MC26
- 2018 MD26
- 2018 ME26
- 2018 MF26
- 2018 MG26
- 2018 MH26
- 2018 MJ26
- 2018 MK26
- 2018 ML26
- 2018 MM26
- 2018 MN26
- 2018 MO26
- 2018 MP26
- 2018 MR26
- 2018 MS26
- 2018 MT26
- 2018 MU26
- 2018 MV26
- 2018 MW26
- 2018 MX26
- 2018 MY26
- 2018 MA27
- 2018 MB27
- 2018 MC27
- 2018 MD27
- 2018 ME27
- 2018 MF27
- 2018 MH27
- 2018 MJ27
- 2018 MK27
- 2018 MM27
- 2018 MO27
- 2018 MP27
- 2018 MQ27
- 2018 MR27
- 2018 MU27
- 2018 MV27
- 2018 MW27
- 2018 MX27
- 2018 MY27
- 2018 MZ27
- 2018 MA28
- 2018 MB28
- 2018 MC28
- 2018 MD28
- 2018 ME28
- 2018 MF28
- 2018 MG28
- 2018 MH28
- 2018 MJ28
- 2018 MK28
- 2018 ML28
- 2018 MM28
- 2018 MN28
- 2018 MO28
- 2018 MP28
- 2018 MQ28
- 2018 MR28
- 2018 MS28
- 2018 MT28
- 2018 MV28
- 2018 MW28
- 2018 MX28
- 2018 MY28
- 2018 MZ28
- 2018 MA29
- 2018 MB29
- 2018 MC29
- 2018 MD29
- 2018 ME29
- 2018 MG29
- 2018 MH29
- 2018 MJ29
- 2018 MK29
- 2018 ML29
- 2018 MM29
- 2018 MN29
- 2018 MO29
- 2018 MP29
- 2018 MQ29
- 2018 MR29
- 2018 MS29
- 2018 MT29
- 2018 MU29
- 2018 MV29
- 2018 MW29
- 2018 MX29
- 2018 MY29
- 2018 MZ29
- 2018 MA30
- 2018 MB30
- 2018 MC30
- 2018 MD30
- 2018 ME30
- 2018 MF30
- 2018 MG30
- 2018 MH30
- 2018 MJ30
- 2018 MK30
- 2018 ML30
- 2018 MM30
- 2018 MN30
- 2018 MO30
- 2018 MP30
- 2018 MQ30
- 2018 MR30
- 2018 MS30
- 2018 MU30
- 2018 MV30
- 2018 MW30
- 2018 MX30
- 2018 MY30
- 2018 MZ30
- 2018 MA31
- 2018 MB31
- 2018 MC31
- 2018 ME31
- 2018 MF31
- 2018 MG31
- 2018 MH31
- 2018 MJ31
- 2018 MK31
- 2018 ML31
- 2018 MM31
- 2018 MN31
- 2018 MO31
- 2018 MP31
- 2018 MQ31
- 2018 MR31
- 2018 MS31
- 2018 MT31
- 2018 MU31
- 2018 MV31
- 2018 MW31
- 2018 MX31
- 2018 MY31
- 2018 MZ31
- 2018 MA32
- 2018 MB32
- 2018 MC32
- 2018 MD32
- 2018 ME32
- 2018 MG32
- 2018 MH32
- 2018 MJ32
- 2018 MK32
- 2018 ML32
- 2018 MM32
- 2018 MN32
- 2018 MO32
- 2018 MP32
- 2018 MQ32
- 2018 MR32
- 2018 MS32
- 2018 MT32
- 2018 MU32
- 2018 MV32
- 2018 MW32
- 2018 MX32
- 2018 MY32
- 2018 MZ32
- 2018 MA33
- 2018 MB33
- 2018 MC33
- 2018 MD33
- 2018 ME33
- 2018 MF33
- 2018 MG33
- 2018 MH33
- 2018 MJ33
- 2018 MK33
- 2018 ML33
- 2018 MM33
- 2018 MN33
- 2018 MO33
- 2018 MP33
- 2018 MQ33
- 2018 MR33
- 2018 MS33
- 2018 MT33
- 2018 MU33
- 2018 MV33
- 2018 MW33
- 2018 MX33
- 2018 MY33
- 2018 MZ33
- 2018 MA34
- 2018 MB34
- 2018 MC34
- 2018 MD34
- 2018 ME34
- 2018 MF34
- 2018 MG34
- 2018 MH34
- 2018 MJ34
- 2018 MK34
- 2018 ML34
- 2018 MM34
- 2018 MN34
- 2018 MO34
- 2018 MP34
- 2018 MQ34
- 2018 MR34
- 2018 MS34
- 2018 MT34
- 2018 MU34
- 2018 MV34
- 2018 MW34
- 2018 MX34
- 2018 MY34
- 2018 MZ34
- 2018 MA35
- 2018 MB35
- 2018 MC35
- 2018 MD35
- 2018 ME35
- 2018 MF35
- 2018 MG35
- 2018 MH35
- 2018 MJ35
- 2018 MK35
- 2018 ML35
- 2018 MM35
- 2018 MN35
- 2018 MO35
- 2018 MQ35
- 2018 MR35
- 2018 MS35
- 2018 MT35
- 2018 MU35
- 2018 MV35
- 2018 MW35
- 2018 MX35
- 2018 MY35
- 2018 MZ35
- 2018 MA36
- 2018 MB36
- 2018 MC36
- 2018 MD36
- 2018 ME36
- 2018 MF36
- 2018 MG36
- 2018 MH36
- 2018 MJ36
- 2018 MK36
- 2018 ML36
- 2018 MM36
- 2018 MN36
- 2018 MO36
- 2018 MP36
- 2018 MQ36
- 2018 MR36
- 2018 MS36
- 2018 MT36
- 2018 MU36
- 2018 MV36
- 2018 MW36
- 2018 MX36
- 2018 MY36
- 2018 MZ36
- 2018 MA37
- 2018 MB37
- 2018 MC37
- 2018 MD37
- 2018 ME37
- 2018 MF37
- 2018 MG37
- 2018 MH37
- 2018 MK37
- 2018 ML37
- 2018 MM37
- 2018 MN37
- 2018 MO37
- 2018 MP37
- 2018 MQ37
- 2018 MR37
- 2018 MS37
- 2018 MT37
- 2018 MU37
- 2018 MV37
- 2018 MW37
- 2018 MX37
- 2018 MY37
- 2018 MZ37
- 2018 MA38
- 2018 MB38
- 2018 MC38
- 2018 MD38
- 2018 ME38
- 2018 MF38
- 2018 MG38
- 2018 MH38
- 2018 MJ38
- 2018 MK38
- 2018 ML38
- 2018 MM38
- 2018 MN38
- 2018 MO38
- 2018 MP38
- 2018 MQ38
- 2018 MR38
- 2018 MS38
- 2018 MT38
- 2018 MU38
- 2018 MV38
- 2018 MW38
- 2018 MX38
- 2018 MY38
- 2018 MZ38
- 2018 MA39
- 2018 MB39
- 2018 MC39
- 2018 MD39
- 2018 ME39
- 2018 MF39
- 2018 MG39
- 2018 MH39
- 2018 MJ39
- 2018 MK39
- 2018 ML39
- 2018 MM39
- 2018 MN39
- 2018 MO39
- 2018 MP39
- 2018 MQ39
- 2018 MR39
- 2018 MS39
- 2018 MT39
- 2018 MU39
- 2018 MV39
- 2018 MW39
- 2018 MX39
- 2018 MY39
- 2018 MZ39
- 2018 MA40
- 2018 MB40
- 2018 MC40
- 2018 MD40
- 2018 ME40
- 2018 MF40
- 2018 MG40
- 2018 MH40
- 2018 MJ40
- 2018 MK40
- 2018 ML40
- 2018 MM40
- 2018 MN40
- 2018 MP40
- 2018 MQ40
- 2018 MR40
- 2018 MS40
- 2018 MT40
- 2018 MU40
- 2018 MV40
- 2018 MW40
- 2018 MX40
- 2018 MY40
- 2018 MZ40
- 2018 MA41
- 2018 MB41
- 2018 MD41
- 2018 ME41
- 2018 MF41
- 2018 MG41
- 2018 MH41
- 2018 MJ41
- 2018 MK41
- 2018 ML41
- 2018 MM41
- 2018 MN41
- 2018 MO41
- 2018 MP41
- 2018 MQ41
- 2018 MR41
- 2018 MS41
- 2018 MT41
- 2018 MU41
- 2018 MV41
- 2018 MW41
- 2018 MX41
- 2018 MY41
- 2018 MZ41
- 2018 MA42
- 2018 MB42
- 2018 MC42
- 2018 MD42
- 2018 ME42
- 2018 MF42
- 2018 MG42
- 2018 MH42
- 2018 MJ42
- 2018 MK42
- 2018 ML42
- 2018 MM42
- 2018 MN42
- 2018 MO42
- 2018 MP42
- 2018 MQ42
- 2018 MR42
- 2018 MS42
- 2018 MT42
- 2018 MU42
- 2018 MV42
- 2018 MW42
- 2018 MX42
- 2018 MY42
- 2018 MZ42
- 2018 MA43
- 2018 MB43
- 2018 MC43
- 2018 MD43
- 2018 ME43
- 2018 MF43
- 2018 MG43
- 2018 MH43
- 2018 MJ43
- 2018 MK43
- 2018 ML43
- 2018 MM43
- 2018 MN43
- 2018 MO43
- 2018 MQ43
- 2018 MR43
- 2018 MS43
- 2018 MT43
- 2018 MU43
- 2018 MV43
- 2018 MW43
- 2018 MX43
- 2018 MY43
- 2018 MZ43
- 2018 MA44
- 2018 MB44
- 2018 MC44
- 2018 MD44
- 2018 ME44
- 2018 MF44
- 2018 MG44
- 2018 MH44
- 2018 MJ44
- 2018 MK44
- 2018 ML44
- 2018 MM44
- 2018 MN44
- 2018 MO44
- 2018 MP44
- 2018 MQ44
- 2018 MR44
- 2018 MS44
- 2018 MU44
- 2018 MV44
- 2018 MW44
- 2018 MX44
- 2018 MY44
- 2018 MZ44
- 2018 MA45
- 2018 MB45
- 2018 MC45
- 2018 MD45
- 2018 ME45
- 2018 MF45
- 2018 MG45
- 2018 MH45
- 2018 MJ45
- 2018 MK45
- 2018 ML45
- 2018 MM45
- 2018 MN45
- 2018 MO45
- 2018 MP45
- 2018 MQ45
- 2018 MR45